# 前435年
| 千纪： | 前1千纪 |
| 世纪： | 前6世纪 \| 前5世纪 \| 前4世纪 |
| 年代： | 前460年代 \| 前450年代 \| 前440年代 \| 前430年代 \| 前420年代 \| 前410年代 \| 前400年代                                                                       |
| 年份： | 前440年 \| 前439年 \| 前438年 \| 前437年 \| 前436年 \| 前435年 \| 前434年 \| 前433年 \| 前432年 \| 前431年 \| 前430年                                         |
| 纪年： | 周考王六年 魯元公二年 齊宣公二十一年 晋哀公十七年 趙襄子四十一年 秦躁公八年 楚惠王五十四年 宋昭公三十四年 衛敬公三十年 鄭共公二十年 燕閔公四年 越王朱勾十三年 |

## 大事記
- 六月，秦国有雨雪，十月十五有日食，六月初八有月食，渡边敏夫以为五月二十有日食，十月三十有月食
- 奥林匹亚宙斯神像建造完成。

## 出生
- 墨伽拉的歐幾里得，古希腊哲学家之一，雅典墨伽拉哲学学派的成员。
- 费罗萨努斯，古希腊酒歌诗人之一
- 阿里斯多丰，雅典政治家